# ベドリアクムの戦い
ベドリアクムの戦い（ベドリアクムのたたかい）は、ローマ帝国時代の69年に行われた戦闘であり、2度行われた。1度目はウィテリウスがオトを破って、ウィテリウスが皇帝についたもの。2度目はマルクス・アントニウス・プリムスがウィテリウスを破って、ウィテリウスが皇帝から失脚した戦いである。
なお、ベドリアクムは現在のカルヴァトーネ近郊であり、現在は小さな村に過ぎない。